# Boltaña
Boltaña é um município da Espanha na província de Huesca, comunidade autónoma de Aragão, de área 139,5 km² com população de 977 habitantes (2007) e densidade populacional de 7,0 hab./km².

## Demografia
| Variação demográfica do município entre 1991 e 2004 | Variação demográfica do município entre 1991 e 2004 | Variação demográfica do município entre 1991 e 2004 | Variação demográfica do município entre 1991 e 2004 |
| --------------------------------------------------- | --------------------------------------------------- | --------------------------------------------------- | --------------------------------------------------- |
| 1991                                                | 1996                                                | 2001                                                | 2004                                                |
| 851                                                 | 881                                                 | 814                                                 | 870                                                 |